# Crédit Agricole 2006
Questa voce raccoglie le informazioni riguardanti la Crédit Agricole nelle competizioni ufficiali della stagione 2006.

## Organico

### Staff tecnico
GM=General Manager; DS=Direttore Sportivo.
|  | Naz.               | Ruolo | Sportivo           |  |  |  |
|  | ------------------ | ----- | ------------------ |  |  |  |
|  | Francia (bandiera) | GM    | Roger Legeay       |  |  |  |
|  | Francia (bandiera) | DS    | Henry Jean Jacques |  |  |  |
|  | Francia (bandiera) | DS    | Serge Beucherie    |  |  |  |
|  | Francia (bandiera) | DS    | Denis Roux         |  |  |  |

### Rosa
|  | Naz.                     |  | Sportivo            | Anno |  |  |
|  | ------------------------ |  | ------------------- | ---- |  |  |
|  | Italia (bandiera)        |  | Francesco Bellotti  | 1979 |  |  |
|  | Ungheria (bandiera)      |  | László Bodrogi      | 1976 |  |  |
|  | Francia (bandiera)       |  | William Bonnet      | 1982 |  |  |
|  | Russia (bandiera)        |  | Aleksandr Bočarov   | 1975 |  |  |
|  | Italia (bandiera)        |  | Pietro Caucchioli   | 1975 |  |  |
|  | Francia (bandiera)       |  | Anthony Charteau    | 1979 |  |  |
|  | Nuova Zelanda (bandiera) |  | Julian Dean         | 1975 |  |  |
|  | Francia (bandiera)       |  | Christophe Edaleine | 1979 |  |  |
|  | Francia (bandiera)       |  | Jimmy Engoulvent    | 1979 |  |  |
|  | Kazakistan (bandiera)    |  | Dmitriy Fofonov     | 1976 |  |  |
|  | Francia (bandiera)       |  | Léo Fortin          | 1985 |  |  |
|  | Francia (bandiera)       |  | Patrice Halgand     | 1974 |  |  |
|  | Francia (bandiera)       |  | Sébastien Hinault   | 1974 |  |  |
|  | Francia (bandiera)       |  | Jonathan Hivert     | 1985 |  |  |
|  | Norvegia (bandiera)      |  | Thor Hushovd        | 1978 |  |  |
|  | Norvegia (bandiera)      |  | Mads Kaggestad      | 1977 |  |  |
|  | Estonia (bandiera)       |  | Jaan Kirsipuu       | 1969 |  |  |
|  | Francia (bandiera)       |  | Christophe Le Mével | 1980 |  |  |
|  | Francia (bandiera)       |  | Cyril Lemoine       | 1983 |  |  |
|  | Francia (bandiera)       |  | Clément Lhotellerie | 1986 |  |  |
|  | Francia (bandiera)       |  | Jean-Marc Marino    | 1983 |  |  |
|  | Francia (bandiera)       |  | Rémi Pauriol        | 1982 |  |  |
|  | Francia (bandiera)       |  | Kilian Patour       | 1982 |  |  |
|  | Francia (bandiera)       |  | Benoît Poilvet      | 1976 |  |  |
|  | Francia (bandiera)       |  | Sébastien Portal    | 1982 |  |  |
|  | Stati Uniti (bandiera)   |  | Saul Raisin         | 1983 |  |  |
|  | Australia (bandiera)     |  | Mark Renshaw        | 1982 |  |  |
|  | Francia (bandiera)       |  | Pierre Rolland      | 1986 |  |  |
|  | Francia (bandiera)       |  | Yannick Talabardon  | 1981 |  |  |
|  | Francia (bandiera)       |  | Nicolas Vogondy     | 1977 |  |  |

## Palmarès

### Corse a tappe
- Volta a Catalunya

6ª tappa (Thor Hushovd)
- Critérium du Dauphiné Libéré

7ª tappa (Thor Hushovd)
- Tirreno-Adriatico

4ª tappa (Thor Hushovd)
- Vuelta a España

6ª tappa (Thor Hushovd)
- Tour de France

Prologo (Thor Hushovd)
20ª tappa (Thor Hushovd)
- Étoile de Bessèges

2ª tappa (Jaan Kirsipuu)
5ª tappa (Jaan Kirsipuu)
- Tour Méditerranéen

3ª tappa (cronosquadre)
- Tour de Picardie

4ª tappa (Sébastien Hinault)
- Tour de Langkawi

3ª tappa (Saul Raisin)
8ª tappa (Sébastien Hinault)
- Route du Sud

4ª tappa (Patrice Halgand)
- Österreich-Rundfahrt

6ª tappa (Laszlo Bodrogi)
- Tour de l'Ain

4ª tappa (Patrice Halgand)
- Tour du Limousin

4ª tappa (Sébastien Hinault)
- Tour du Poitou-Charentes

2ª tappa (Nicolas Vogondy)

### Corse in linea
- Gand-Wevelgem (Thor Hushovd)
- Tro-Bro Léon (Mark Renshaw)
- La Poly Normande (Anthony Charteau)
- Châteauroux Classique de l'Indre (Nicolas Vogondy)
- Tartu Rattamaraton (Jaan Kirsipuu)
- Prix des Flandres Françaises (Clément Lhotellerie)
- Prix d'Armorique (Pierre Rolland)

### Campionati nazionali
- Campionati estoni

In linea (Jaan Kirsipuu)
- Campionati ungheresi

In linea (Laszlo Bodrogi)
Cronometro (Laszlo Bodrogi)

## Classifiche UCI

### UCI ProTour
Individuale
Piazzamenti dei corridori della Crédit Agricole nella classifica individuale dell'UCI ProTour 2006.
| Pos. | Ciclista          | Punti |
| ---- | ----------------- | ----- |
| 11   | Thor Hushovd      | 124   |
| 63   | Aleksandr Bočarov | 40    |
| 98   | Pietro Caucchioli | 21    |
| 116  | Patrice Halgand   | 12    |
| 166  | Dmitriy Fofonov   | 4     |
| 184  | László Bodrogi    | 2     |
| 186  | Julian Dean       | 3     |

Squadra
La Crédit Agricole chiuse in undicesima posizione con 253 punti.